# Гарб - Шрарда - Бени Хсен
Гарб – Шрарда – Бени Хсен е един от 16-те бивши региони на Мароко. Населението му е 1 859 540 жители (2004 г.), а площта 8805 кв. км. Намира се в часова зона UTC+0 в североизточната част на страната. Разделен е на 2 провинции.